# Paimala (Turku)
Paimala est un quartier du district Maaria-Paattinen à Turku en Finlande,.

## Description
Paimala est situé près de la frontière de Lieto.
Les quartiers voisins de Paimala sont Saramäki, Urusvuori et Moisie à l'ouest, Yli-Maaria, Koskennurmi et Jäkärlä au nord, Tasto et Lieto à l'ouest et  Metsämäki au sud.
Paimala est situé sur les rives de la rivière Paattistenjoki, et au bord du bassin de Maaria (fi).
Une grande partie des entreprises des quartiers Paattinen et Paimala sont des  maraîchers. 
Paimala abrite, entre autres, le jardin d'Huiskula, qui était en 2008 la plus grande entreprise de culture sous serres de Finlande.

## Transports
Paimala est desservi par la valtatie 9.